# Sylwester Wyłupski
Sylwester Wyłupski (ur. 18 lutego 1975 w Sztumie) – polski piłkarz występujący na pozycji bramkarza, trener.

## Życiorys

### Edukacja
Ukończył Szkołę Podstawową im. Franciszka Jujki w Starym Targu (1990), I Liceum Ogólnokształcące im. Juliusza Słowackiego w Elblągu (1994) oraz Akademię Wychowania Fizycznego i Sportu im. Jędrzeja Śniadeckiego w Gdańsku.

### Kariera piłkarska
Był wychowankiem młodzieżowego klubu Pionier Stary Targ. W latach 1990–1995 grał w Olimpii Elbląg (od 1992 występującej pod nazwą Polonia). Od jesieni 1995 do rundy jesiennej sezonu 1996/97 występował w drugoligowej Pomezanii Malbork, a w przerwie zimowej tamtych rozgrywek przeszedł do grającego w ekstraklasie Stomilu Olsztyn.
9 kwietnia 1997 zadebiutował w meczu I ligi. Ze Stomilem pozostał związany do 2002. Zajmował pozycję pierwszego bramkarza, jednak z powodu licznych kontuzji często zastępowali go były reprezentant Polski Jarosław Bako oraz Zbigniew Małkowski. W sezonie 2001/2002 występował w ekstraklasie regularnie, jednak jego zespół spadł do II ligi. Po spadku przeszedł do płockiej Wisły, w barwach której osiągnął finał Pucharu Polski i tym samym awans do europejskich rozgrywek. W Pucharze UEFA jednak nie zagrał – ponownie zmienił klub, przechodząc do Arki Gdynia. W lipcu 2004 podpisał kontrakt z KSZO Ostrowiec Świętokrzyski, jednak zrezygnował z gry. W czasie przerwy zimowej 2004/2005 dołączył, wraz z kilkoma innymi byłymi piłkarzami Stomilu, do mającego kontynuować tradycje tego klubu OKS 1945 Olsztyn. Zajął się również pracą z młodzieżą, m.in. jako nauczyciel wychowania fizycznego.
W 1996 znajdował się w zainteresowaniu trenerów kadry narodowej. Wystąpił w prowadzonej przez selekcjonera Andrzeja Zamilskiego drużynie do lat 21 w meczu z Grecją (Korynt, 27 marca 1996).

### Kariera trenerska
W sezonie 2005/2006 był trenerem Niedźwiedzia Ramsowo. Od wiosny 2007 do jesieni 2009 pełnił funkcję trenera drużyny KS Łęgajny, a w styczniu 2010 został trenerem bramkarzy w OKS 1945 Olsztyn (dwa lata później przemianowanego na Stomil Olsztyn), z którego odszedł w czerwcu 2021. W styczniu 2022 został trenerem bramkarzy w Sokole Ostróda.